# 梅济穆兰
梅济穆兰（法語：Mézy-Moulins，法語發音：[mezi mulɛ̃]）是法国上法蘭西大區埃纳省的一个市镇，位于该省南部，属于蒂耶里堡区。

## 地理
梅济穆兰（49°3'35"N, 3°31'12"E）面积4.48 平方千米，位于法国上法蘭西大區埃纳省，该省份为法国北部内陆省份，北起北部省，西接索姆省和瓦兹省，东临阿登省和马恩省，西南至塞纳-马恩省，东北部与比利时接壤。
与梅济穆兰接壤的市镇（或旧市镇、城区）包括：沙尔泰沃、库尔特蒙-瓦雷讷、克雷藏西、福苏瓦、蒙圣佩尔、勒伊-索维尼。

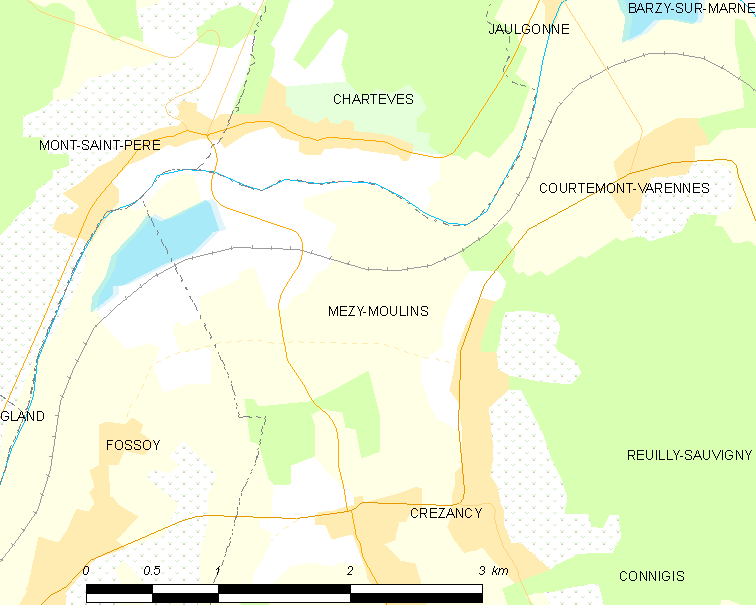
梅济穆兰的OSM定位图

梅济穆兰的时区为UTC+01:00、UTC+02:00（夏令时）。

## 行政
梅济穆兰的邮政编码为02650，INSEE市镇编码为02484。

## 政治
梅济穆兰所属的省级选区为马恩河畔埃索姆县。

## 人口

1962-2008年间梅济穆兰人口变化图示

梅济穆兰于2022年1月1日时的人口数量为551人。